# Brookland-CUA (stanice metra ve Washingtonu)
Brookland-CUA je stanice washingtonského metra.
Nachází se v severní části americké metropole, poblíž americké katolické univerzity ve čtvrti Brookland. Zkratka CUA v názvu označuje právě jméno univerzity. Stanice byla vybudována jako povrchová, s ostrovním nástupištěm a otevřena pro veřejnost 6. února 1978. Jako jediná stanice v síti má právě tato nástupiště mírně v zatáčce.